# 廣武郡 (前涼)
廣武郡，中国前涼时设置的郡。

## 建置沿革
前涼初期，分金城郡置廣武郡，領令居、枝陽、永登三縣，治所為令居（今甘肅省永登縣西北），屬涼州。建興十四年（326年），析置廣武、振武二縣。
前涼滅亡後，廣武郡相繼為前秦（376年－386年）、後涼（386年－400年）、南涼（400年－414年）、西秦（414年－415年）、北涼（415年－439年）所有。後涼龍飛三年（398年），金城郡允街縣改屬廣武郡，枝陽縣被西秦佔領。北涼承和七年（439年），廣武郡降於北魏，郡廢。
北魏孝文帝時，復置廣武郡，領廣武一縣，屬涼州。隋文帝開皇三年（583年）廢郡，廣武縣直屬蘭州。

## 太守
- 辛章，前涼張天錫升平二十年（376年）降於前秦。[1]
- 慕容納，前秦苻堅時在任。[2]
- 索慈，西涼李暠庚子元年（400年）除。[3]
- 文支，北涼沮渠蒙逊玄始二年（413年）除。[4]
- 趙恢，西秦乞伏炽磐永康三年（414年）出任。[4]